# Hồ Điệp (nghệ sĩ)
Hồ Điệp (1930 – 15 tháng 8 năm 1988) là một nữ nghệ sĩ ngâm thơ người Việt Nam. Lối ngâm thơ Tao Đàn của bà có ảnh hưởng đến một số nghệ sĩ sau này.

## Cuộc đời
Hồ Điệp, tên thật là Nguyễn Thị Tý, sinh ngày 1 tháng 6 năm 1930 tại Sơn Tây trong một gia đình có truyền thống ca trù và chầu văn. Nghệ danh Hồ Điệp là do nhà thơ Đinh Hùng đặt cho. Hồ Điệp được biết đến là em họ của nữ ca sĩ Thái Hằng.
Năm 1954, bà di cư vào miền Nam Việt Nam. Tại đây, bà đã cộng tác với nhà thơ Đinh Hùng, ngâm thơ trong chương trình Tao Đàn trên Đài Phát thanh Sài Gòn. Năm 1956, bà sang Thái Lan lưu diễn và đóng vai Cô lái đò trong vở chèo "Đồng Quê". Chương trình Tao Đàn gồm có Tô Kiều Ngân, Quách Đàm, Đinh Hùng, nữ có Thái Hằng, Giáng Hương và Hồ Điệp. Hồ Điệp thường ngâm thơ vào mỗi đêm trong chương trình "Tao Đàn" trên Đài phát thanh Sài Gòn. Tại chương trình ngâm thơ Tao Đàn, bà thành công với thể loại thơ thất ngôn và lục bát, có giọng mang ảnh hưởng của ca trù. Bà cùng với Quách Đàm được xem là hai giọng ngâm thơ nổi bật nhất thời đó. Ngoài ra, bà còn mở lớp dạy ngâm thơ cho một số thiếu nhi.
Lối ngâm thơ của bà có sự ảnh hưởng đến một số người, trong đó có nữ ca sĩ Hoàng Oanh và Thanh Hải, được xem là "Vua ngâm Tao Đàn". Nhờ vậy mà một số ca sĩ thường hay ngâm thơ trước khi hát.
Sau năm 1975, bà chuyển về ngâm thơ cho một số ngôi chùa tại Thành phố Hồ Chí Minh. Đến năm 1988, bà lên đường vượt biên và mất tích trên tuyến vượt biên sang Thái Lan. Theo nhà thơ Hoàng Hương Trang, di ảnh của bà được đặt tại chùa An Lạc và qua đời ngày 15 tháng 5 năm 1988.

## Băng nhạc
- Sóng Nhạc S.N. 503/2009
- Băng thơ Hồ Điệp 1 (1970)
- Băng thơ Hồ Điệp 2
- Băng thơ Hồ Điệp 8: Kim Vân Kiều (1972)

## Ngâm thơ
Do thời cuộc nên một số băng mà Hồ Điệp thu đã bị thất lạc.
- Xin hãy yêu tôi (Đinh Hùng)
- Vạn lý tình (Huy Cận)
- Cố nhân
- Tống biệt (Tản Đà)
- Giục giã
- Nhạc sầu
- Khói trắng (thơ Kiên Giang)